# Albert Jouvin de Rochefort
Pour les articles homonymes, voir Jouvin.
Albert Jouvin de Rochefort, né vers 1640, et mort vers 1710, est un cartographe français.

## Biographie
Voyageur, officier du roi par sa charge de trésorier de France à Limoges de 1675 à 1702, cartographe, Albert Jouvin de Rochefort est une personnalité méconnue dont on connaît néanmoins les traits par un portrait gravé anonyme.
Il est l'auteur d'un grand récit de voyage (Le voyageur d'Europe, où sont les voyages de France, d'Italie et de Malthe, d'Espagne et de Portugal, des Pays Bas, d'Allemagne et de Pologne, d'Angleterre, de Danemark et de Suède, Paris, D. Thierry, puis Louis Billaine et Claude Barbin,1672-1676, 3 t., 7 vol.), dans lequel il décrit ses propres voyages qui l'ont conduit à travers l'Europe, avant de se rendre en Égypte pour y admirer, entre autres, les pyramides, et revenir par la Turquie. Ces volumes sont accompagnés de cartes à très grande échelle qui décrivent l'itinéraire suivi par le voyageur et qui ont été gravées par François de Lépine, dit de La Pointe, graveur spécialisé dans les cartes et plans.
On lui doit, outre des plans généraux de Paris, dont un très grand plan, publié sans doute en 1672, avec plusieurs rééditions, une série de plans originaux de villes françaises de moindre importance qu’il a toujours pris la peine de visiter ; certains de ces plans sont imprimés, d'autres sont restés manuscrits. On connaît ainsi actuellement les plans des villes suivantes :
- Angers : manuscrit, Angers, bibliothèque municipale, non côté ;
- Blois : manuscrit, Blois, bibliothèque abbé Grégoire ;
- Bordeaux : manuscrit, Bordeaux, Archives communale (XL-A27 [1]) ;
- Limoges : imprimé, Limoges-Paris, De Fer, non daté, sans doute vers 1676-1680 ;
- Toulouse : imprimé, Paris, De Fer, non daté, vers 1680 ;
- Tours : manuscrit, Tours, bibliothèque municipale (ms 1200/21) ;
- Troyes : imprimé, Paris, H. Jaillot, 1679.

Les plans imprimés sont consultables à Paris au département des cartes et plans de la Bibliothèque nationale de France.

## Les quartiers neufs à Paris

Le plan de Paris établi par Jouvin de Rochefort en 1672.

Albert Jouvin de Rochefort fait graver et éditer par Nicolas de Fer en 1697 son troisième plan général de Paris, après ceux diffusés en 1672 et en 1676. Entre-temps, il a quitté Paris pour Limoges et produit plusieurs plans de villes. L’extension de Paris a été surveillée par les rois qui ont tenté de la limiter. Mais les enceintes, les règlements et les bornes n’ont jamais empêché les constructions d’immeubles au-delà des limites. À la fin du règne de Louis XIV, le quartier qui profite le plus de la spéculation immobilière est le secteur au nord du faubourg Saint-Honoré et de la nouvelle place Royale. Les terrains à bâtir sont achetés par la nouvelle aristocratie de la finance pour y construire les grands hôtels que les architectes ne pouvaient plus bâtir dans le centre trop resserré de Paris. Ce secteur est remarquablement représenté par Jouvin de Rochefort dans le Nouveau plan de Paris de 1697, première feuille sur quatre, quart nord-ouest du plan.